# Jonathan Moore (Schauspieler, 1923)
Jonathan Moore (John Miller Moore Jr.; * 24. März 1923 in New Orleans, Louisiana; † 17. September 2008 in New York City, New York) war ein US-amerikanischer Schauspieler.

## Leben
Der 1923 in New Orleans als John Miller Moore Jr. geborene Schauspieler trat ab den 1960er Jahren am Theater auf. Sein Off-Broadway-Debüt gab er im Stück After the Angels und trat später auch in Inszenierungen von Berkeley Square, The Biko Inquest und Sullivan and Gilbert auf. Später trat Moore auch am Broadway auf, wo er unter anderem im Musical 1776 oder Peter Shaffers Drama Amadeus zu sehen war. Ab Anfang der 1970er Jahre übernahm Moore auch Rollen in diversen Film- und Fernsehproduktionen. In der Musicalverfilmung 1776 – Rebellion und Liebe übernahm er 1972 die Rolle des US-Gründervaters Lyman Hall. 1984 war Moore an der Seite von Tom Hulce und F. Murray Abraham in Miloš Formans Spielfilm Amadeus als Baron Gottfried van Swieten zu sehen.
Er starb am 17. September 2008 im Kateri Nursing Home in New York City im Alter von 85 Jahren.

## Filmografie
- 1951: Love of Life (Fernsehserie, 1 Episode)
- 1972: 1776 – Rebellion und Liebe (1776)
- 1980: Meine Träume sind bunt (To Race the Wind, Fernsehfilm)
- 1980: Hebt die Titanic (Raise the Titanic)
- 1980: Ryan’s Hope (Fernsehserie, 1 Episode)
- 1981: Die Maulwürfe von Beverly Hills (Underground Aces)
- 1981: The Edge of Night (Fernsehserie, 2 Episoden)
- 1982: Die Romanze von Charles und Diana (The Royal Romance of Charles and Diana, Fernsehfilm)
- 1984: Amadeus
- 1985: Spenser (Spenser: For Hire, Fernsehserie, 1 Episode)
- 1985: Kane & Abel (Miniserie, 1 Episode)
- 1987: Irre jagen Irre (Murder by the Book, Fernsehfilm)

## Theatrografie
- 1964: Dylan (Plymouth Theatre, New York City)
- 1969–1972: 1776 (diverse Theater, New York City)
- 1976: Checking Out (Longacre Theatre, New York City)
- 1980–1983: Amadeus (Broadhurst Theatre, New York City)
- 1986–1987: Wild Honey (Virginia Theatre, New York City)